# نورهان بالحاج سالم
نورهان بالحاج سالم هي لاعبة بارالمبية تونسية وُلدت في 6 يوليو 2003 في منطقة جبنيانة بمدينة صفاقس في تونس، وشاركت في سباقات المضمار والميدان حيث تنافس عادةً في الفئة إف 40 من رياضة ألعاب القوى في منافسات رمي الجلة ورمي القرص.

## المشاركات والميداليات
شاركت نورهان بالحاج سالم في دورة الألعاب البارالمبية الصيفية عام 2020، والتي أقيمت في طوكيو باليابان حيث تمكنت من إحراز الميدالية الفضية في منافسات رمي الجلة للسيدات ضمن الفئة إف 40 بعدما نفذت رمية لمسافة 8,33 مترًا لتحتل المرتبة الثانية خلف البولندية ريناتا سليفينسكا التي توجت بالميدالية الذهبية بعدما نفذت رمية لمسافة 8.75 متر، وكانت أصغر المتوجين من المنتخب التونسي البارالمبي لألعاب القوى. شاركت نورهان بالحاج سالم بعد ذلك في ملتقى الشارقة الدولي لألعاب القوى لأصحاب الهمم وبطولة فزاع الدولية للجائزة الكبرى لأصحاب الهمم، والتي أقيمت في الإمارات العربية المتحدة في مارس عام 2022 حيث حصدت أربعة ميداليات في منافسات رمي الجلة ورمي القرص للسيدات ضمن الفئة إف 40. ويوضح الجدول التالي أهم المُسابقات والبطولات التي شاركت فيها نورهان بالحاج سالم، وأبرز الميداليات والألقاب التي حققتها في البطولات والمسابقات المختلفة:
| العام | المسابقة                              | المكان                            | المنافسات                 | الترتيب/الميدالية                   | ملاحظات                    |
| ----- | ------------------------------------- | --------------------------------- | ------------------------- | ----------------------------------- | -------------------------- |
| 2021  | دورة الألعاب البارالمبية الصيفية 2020 | طوكيو، اليابان                    | منافسات رمي الجلة للسيدات | المركز الثاني (الميدالية الفضية)    | نفذت رمية لمسافة 8,33 متر  |
| 2022  | ملتقى الشارقة الدولي لألعاب القوى     | الشارقة، الإمارات العربية المتحدة | منافسات رمي الجلة للسيدات | المركز الأول (الميدالية الذهبية)    | نفذت رمية لمسافة 8,21 متر  |
| 2022  | ملتقى الشارقة الدولي لألعاب القوى     | الشارقة، الإمارات العربية المتحدة | منافسات رمي القرص للسيدات | المركز الثاني (الميدالية الفضية)    | نفذت رمية لمسافة 18 متر    |
| 2022  | بطولة فزاع الدولية للجائزة الكبرى     | دبي، الإمارات العربية المتحدة     | منافسات رمي الجلة للسيدات | المركز الثاني (الميدالية الفضية)    | نفذت رمية لمسافة 8,39 متر  |
| 2022  | بطولة فزاع الدولية للجائزة الكبرى     | دبي، الإمارات العربية المتحدة     | منافسات رمي القرص للسيدات | المركز الثالث (الميدالية البرونزية) | نفذت رمية لمسافة 18,89 متر |
| 2022  | ملتقى تونس الدولي لألعاب القوى        | تونس                              |                           |                                     |                            |
| 2023  | بطولة فزاع الدولية للجائزة الكبرى     | دبي، الإمارات العربية المتحدة     | منافسات رمي الجلة للسيدات | المركز الأول (الميدالية الذهبية)    | نفذت رمية لمسافة 8,06 متر  |